# Старый Алзамай
Старый Алзамай — село в Нижнеудинском районе Иркутской области России. Административный центр Староалзамайского муниципального образования

## Топонимика
По одной из версий название села Алзамай связано с именем одного из предводителей рода хонгодоров — Алзобе — Олзома, Алзамай. По другой версии: на окружающей территории в начале XVII века находилось поселение бурят-скотоводов. В одном из улусов жила семья, в которой росла дочь – красавица Алзама. В честь её был назван улус, а отсюда (вероятно) произошло название посёлка (яма) Алзамай. Точного перевода с бурятского языка на русский найти не удалось. Известно только, что собственное имя Олзобе означает «удачный трофей на охоте, добыча», зам — «дорога, путь». Таким образом можно считать, что Алзамай – это русифицированный топоним с бурятскими корнями, обозначающий дорогу к местам с удачной охотой.

## История
Село образовано в середине XVIII века на Московском тракте вблизи стоянки бурятского рода хонгодоров как почтовая станция, хотя первые жители, возможно, обосновались там раньше. В 1770-х годах сюда селили ссыльных вместе с семьями. Вплоть до революционных событий в селе Алзамай находился полуэтап — пересыльная тюрьма. Каторжники, следовавшие по кандальному тракту, останавливались здесь на ночлег. Особо опасных держали «в холодной» или «часовне». Находилась пересыльная тюрьма на западной окраине села. Чуть далее были расположены конюшня и почтовая станция – ям. С этого места и началось развитие села в восточную сторону вдоль кандального тракта. 
В конце XIX века почти параллельно тракту строится Транссибирская железнодорожная магистраль. К 1897 году строительство Нижнеудинского участка железной дороги было закончено. 9 сентября по новому стилю в Нижнеудинск прибыл первый поезд. Со строительством Транссибирской  магистрали значение Московского тракта как основного транспортного пути снизилось, и с ним пришли в упадок многие расположенные на нём пункты, в том числе и Алзамай.

## География
Село находится в 7 км от города Алзамай.

## Население
| 2002 | 2010 | 2011 | 2012 |
| ---- | ---- | ---- | ---- |
| 317  | ↘271 | ↘270 | ↘261 |